# New Surrender
New Surrender é o quarto álbum de estúdio da banda Anberlin, lançado a 30 de Setembro de 2008.
É o primeiro grande lançamento após assinarem contrato com a gravadora Universal Republic Records a 16 de Agosto de 2007. O disco atingiu o nº 13 da Billboard 200, o nº 1 do Top Christian Albums e o nº 13 do Top Internet Albums.
O primeiro single a sair foi "Feel Good Drag" que era para ser editado a 18 de Agosto de 2008, mas foi adiado para o dia 26 de Agosto.

## Faixas
1. "The Resistance" (Christian; Milligan; Anberlin) - 3:17
2. "Breaking" (Christian; Milligan; Walker; Anberlin) - 3:26
3. "Blame Me! Blame Me!" (Christian; Milligan; Anberlin) - 3:09
4. "Retrace" (Christian; McAlhaney; Milligan; Wilson; Anberlin) - 3:51
5. "Feel Good Drag" (Christian; Milligan; Anberlin) - 3:08
6. "Disappear" (Christian; Milligan; McAlhaney; Anberlin) - 3:37
7. "Breathe" (Christian; Milligan; Anberlin) - 3:35
8. "Burn Out Brighter (Northern Lights)" (Christian; Milligan; McAlhaney; Anberlin) - 3:34
9. "Younglife" (Christian; Milligan; Walker; Anberlin) - 3:40
10. "Haight St." (Christian; Milligan; Anberlin) - 2:59
11. "Soft Skeletons" (Christian; Milligan; Allan; Anberlin) - 4:09
12. "Misearbile Visu (Ex Malo Bonum)" (Christian; McAlhaney; Milligan; Anberlin) - 6:37

## Tabelas e vendas
Na primeira semana, o disco vendeu 36 mil cópias, entrando diretamente no nº 13 da Billboard 200 ultrapassando a posição nº 19 atingida pelo disco Cities. O álbum atingiu o nº 85 das tabelas da Austrália.
Nas primeiras duas semanas, o disco vendeu 45 mil cópias só nos Estados Unidos. O disco manteve-se na Billboard 200 no Top 100 durante três semanas, atingido o nº 50 na segunda e o nº 79 na terceira semana.

## Créditos
- Stephen Christian – Vocal, guitarra, piano, sintetizador
- Joseph Milligan – Guitarra
- Nathan Young – Bateria
- Christian McAlhaney – Guitarra
- Deon Rexroat – Baixo